# 贝乌热茨灭绝营
贝乌热茨灭绝营（波蘭語：Bełżec）是犹太人大屠杀期间纳粹德国为了执行赖因哈德行动所设立的第一个灭绝营。贝尔赛克灭绝营在1942年3月17日开始到1943年6月期间运行，营区位于纳粹德国波兰占领区贝乌热茨火车站南1公里处。约有43万到50万的犹太人和未知数量的波兰人与罗姆人被纳粹杀害。